# لومسفلد
لاومسفلد (به فرانسوی: Laumesfeld) یک کمون در فرانسه است که در Canton of Sierck-les-Bains واقع شده‌است.

## خصوصیات
لاومسفلد ۸٫۳ کیلومترمربع مساحت و ۱۸۱ نفر جمعیت دارد و ۲۱۵ متر بالاتر از سطح دریا واقع شده‌است.